# Guyana az 1972. évi nyári olimpiai játékokon
Guyana az NSZK-beli Münchenben megrendezett 1972. évi nyári olimpiai játékok egyik részt vevő nemzete volt. Az országot az olimpián 2 sportágban 3 sportoló képviselte, akik érmet nem szereztek.

## Kerékpározás

### Pálya-kerékpározás
Sprintverseny
| Versenyző     | Versenyszám  | 1. forduló                                            | 1. forduló | Vigaszág                                          | Vigaszág | 2. forduló                   | 2. forduló | Vigaszág                                             | Vigaszág | Nyolcaddöntő           | Nyolcaddöntő | Vigaszág selejtező     | Vigaszág selejtező | Vigaszág döntő       | Vigaszág döntő | Negyeddöntő          | Elődöntő             | Döntő                | Helyezés    |
| Versenyző     | Versenyszám  | Ellenfelek Győztes idő                                | Hely.      | Ellenfelek Győztes idő                            | Hely.    | Ellenfél Győztes idő         | Hely.      | Ellenfelek Győztes idő                               | Hely.    | Ellenfelek Győztes idő | Hely.        | Ellenfelek Győztes idő | Hely.              | Ellenfél Győztes idő | Hely.          | Ellenfél Győztes idő | Ellenfél Győztes idő | Ellenfél Győztes idő | Helyezés    |
| ------------- | ------------ | ----------------------------------------------------- | ---------- | ------------------------------------------------- | -------- | ---------------------------- | ---------- | ---------------------------------------------------- | -------- | ---------------------- | ------------ | ---------------------- | ------------------ | -------------------- | -------------- | -------------------- | -------------------- | -------------------- | ----------- |
| Neville Hunte | Férfi egyéni | Robert Maveau (BEL) · Víctor Limba (ARG) · idő nélkül | kizárták   | Taworn Tarwan (THA) · Manu Snellinx (BEL) · 11,54 | 1.       | Daniel Morelon (FRA) · 12,26 | 2.         | Omar Phakadze (URS) · Ernest Crutchlow (GBR) · 11,56 | 3.       | kiesett                | kiesett      | kiesett                | kiesett            | kiesett              | kiesett        | kiesett              | kiesett              | kiesett              | helyezetlen |

Időfutam
| Versenyző     | Versenyszám  | Idő     | Helyezés |
| ------------- | ------------ | ------- | -------- |
| Neville Hunte | Férfi egyéni | 1:10,48 | 22.      |

## Ökölvívás
| Versenyző        | Versenyszám   | Selejtező         | 32-es főtábla           | Nyolcaddöntő      | Negyeddöntő       | Elődöntő          | Döntő             | Helyezés |
| Versenyző        | Versenyszám   | Ellenfél Eredmény | Ellenfél Eredmény       | Ellenfél Eredmény | Ellenfél Eredmény | Ellenfél Eredmény | Ellenfél Eredmény | Helyezés |
| ---------------- | ------------- | ----------------- | ----------------------- | ----------------- | ----------------- | ----------------- | ----------------- | -------- |
| Courtney Atherly | Könnyűsúly    | erőnyerő          | Antonio Gin (MEX) · 1-4 | kiesett           | kiesett           | kiesett           | kiesett           | 17.      |
| Reginald Ford    | Nagyváltósúly | erőnyerő          | Alan Minter (GBR) · KO  | kiesett           | kiesett           | kiesett           | kiesett           | 17.      |